# Линейная форма
Лине́йная форма, лине́йный функционал (также используются термины 1-форма, ковектор, ковариантный вектор) — линейное отображение, действующее из векторного пространства {\displaystyle L} над полем {\displaystyle K} в поле {\displaystyle K}. Условие линейности заключается в выполнении следующих двух свойств:
{\displaystyle \Phi (f+g)=\Phi (f)+\Phi (g),}
{\displaystyle \Phi (\alpha f)=\alpha \,\Phi (f)}
для любых двух векторов {\displaystyle f,g\in L} и любого {\displaystyle \alpha \in K}.
Таким образом, линейная форма (линейный функционал) является частным случаем понятия линейного оператора, действующего из одного векторного пространства в другое векторное пространство: {\displaystyle L_{K}\to M_{K}}, рассматриваемых над одним и тем же полем {\displaystyle K}. Именно, в случае линейной формы (линейного функционала) векторное пространство {\displaystyle M_{K}=K}.
Термин линейная форма обычно используют в алгебре и алгебраической геометрии, чаще всего говоря при этом о конечномерных векторных пространствах. С алгебраической точки зрения линейная форма представляет собой частный случай более общего понятия k-формы при k=1.
Термин линейный функционал распространён в функциональном анализе, причем чаще всего речь идет о бесконечномерных векторных пространствах, элементами которых являются функции того или иного класса, и термин функционал подчеркивает то, что рассматривается функция (отображение), аргументом которой являются функции. В качестве поля {\displaystyle K} чаще всего используются поля {\displaystyle \mathbb {R} } или {\displaystyle \mathbb {C} }.

## Примеры
Примеры линейных форм для конечномерных векторных пространств:
- Простейшим примером линейной формы является линейная однородная функция одного вещественного или комплексного переменного:

{\displaystyle y=kx.}
- Скалярное произведение аргумента на произвольный вектор является линейной формой:

{\displaystyle \Phi (\mathbf {x} )=\mathbf {a} \cdot \mathbf {x} =a_{1}x_{1}+a_{2}x_{2}+\dots +a_{n}x_{n}.\qquad (*)}
Более того, в случае любого конечномерного пространства {\displaystyle L} все линейные формы на нём имеют вид {\displaystyle (*)}. Это позволяет отождествить каждую линейную форму {\displaystyle \Phi (\mathbf {x} )} с вектором {\displaystyle {\mathbf {a} }\in L}, причем указанное соответствие взаимно однозначно.
Примеры линейных функционалов для функциональных пространств:
- Пусть пространство {\displaystyle L} состоит из функций {\displaystyle f(x)}, непрерывных на множестве  {\displaystyle \Omega }. Тогда для любых {\displaystyle x_{i}\in \Omega } выражения {\displaystyle \Phi (f)=f(x_{0})} и {\displaystyle \Phi (f)=\alpha _{1}f(x_{1})+\alpha _{2}f(x_{2})} задают линейные функционалы на {\displaystyle L}.
- Пусть пространство {\displaystyle L} состоит из функций {\displaystyle f(x)}, n раз непрерывно дифференцируемых на множестве {\displaystyle \Omega }. Выражение

{\displaystyle \Phi (f)=\sum _{i=0}^{n}\alpha _{i}{\frac {d^{i}f}{dx^{i}}}(x_{i}),\quad x_{i}\in \Omega ,}
задаёт линейный функционал на {\displaystyle L}.
- Одним из важнейших примеров линейного функционала служит скалярное произведение вектора-аргумента {\displaystyle f\in L} и некоторого фиксированного вектора {\displaystyle \phi \in L}: {\displaystyle \Phi (f)=\langle f,\phi \rangle }. В функциональном анализе часто рассматриваются векторные пространства, состоящие из интегрируемых функций, а скалярное произведение задаётся с помощью интеграла (обычно используется интеграл Лебега). В этом случае приведенная выше формула для линейного функционала принимает вид

{\displaystyle \Phi (f)=\int _{\Omega }f(x)\phi (x)d\omega }.
Такие линейные функционалы используются, например, при определении преобразования Фурье.
- Пусть {\displaystyle A\colon L\to L} — линейный оператор, отображающие в себя векторное пространство {\displaystyle L}, которое состоит из функций, интегрируемых на некотором множестве {\displaystyle \Omega }. Тогда выражение

{\displaystyle \Phi (f)=\int _{\Omega }Af(x)\phi (x)d\omega }.
задаёт линейный функционал на пространстве {\displaystyle L}. Примеры таких линейных функционалов: 
{\displaystyle \Phi (f)=\int _{\Omega }f(x)d\omega },
{\displaystyle \Phi (f)=\int _{\Omega }f(x)\phi (x)d\omega },
{\displaystyle \Phi (f)=\int _{\Omega }{\Bigl (}\sum _{i=0}^{n}\alpha _{i}{\frac {d^{i}f}{dx^{i}}}(x){\Bigr )}\,d\omega }.

## Свойства
- Множество всех линейных форм на векторном пространстве {\displaystyle L} само является векторным пространством относительно операций сложения и умножения на элементы из поля {\displaystyle K}. Это пространство называется сопряженным к {\displaystyle L} и обозначается {\displaystyle L^{\ast }}[1]. Векторы сопряжённого пространства принято называть ковекторами. В квантовой механике также принято использовать термины бра-векторы и кет-векторы для обозначения векторов исходного пространства и ковекторов.
- Если размерность {\displaystyle \dim L=n} (конечна), то при выборе в пространстве {\displaystyle L} некоторого базиса {\displaystyle e_{1},\ldots ,e_{n}} любая линейная форма записывается в виде {\displaystyle \Phi (x)=a_{1}x_{1}+\cdots +a_{n}x_{n}}, где вектор {\displaystyle x=x_{1}e_{1}+\cdots +x_{n}e_{n}} и набор коэффициентов {\displaystyle a_{i}} однозначно определяет данную форму. Форма {\displaystyle \Phi (x)} задаётся набором своих координат {\displaystyle a_{i}} в некотором базисе сопряжённого пространства {\displaystyle L^{\ast }}, который называется взаимным или двойственным к базису {\displaystyle e_{1},\ldots ,e_{n}}. Тем самым, {\displaystyle \dim L^{*}=n}[2].
- Если размерность {\displaystyle \dim L} конечна, то {\displaystyle L^{\ast }} изоморфно {\displaystyle L}, однако в бесконечномерном случае это не так. В конечномерном случае второе сопряженное пространство {\displaystyle (L^{\ast })^{\ast }} естественно отождествляется с исходным пространством {\displaystyle L}[3]. В бесконечномерном случае условие, что пространство {\displaystyle L} изоморфно {\displaystyle (L^{\ast })^{\ast }}, весьма нетривиально, такие пространства называют рефлексивными[4].
- Ядро линейной формы (линейного функционала) — векторное подпространство. Если пространство {\displaystyle L} конечномерно, ядро линейной формы, не равной тождественно нулю, является гиперплоскостью в {\displaystyle L}. В частности, при {\displaystyle \dim L=3} ядро линейной формы {\displaystyle \Phi (x)=a_{1}x_{1}+a_{2}x_{2}+a_{3}x_{3}=0}, где {\displaystyle |a_{1}|+|a_{2}|+|a_{3}|\neq 0}, — плоскость в трёхмерном пространстве, причем коэффициенты {\displaystyle a_{i}} суть координаты нормального вектора плоскости.

## Связанные понятия
- При изучении бесконечномерных функциональных пространств особую роль играют непрерывные линейные функционалы, иначе называемые обобщёнными функциями. Свойство непрерывности линейного функционала зависит от класса функций (пространства), на котором он действует. Так, нетрудно видеть, что некоторые из приведённых выше функционалов не непрерывны при действии на разрывные функции (можно легко привести такие примеры). Однако на сепарабельных пространствах — то есть в наиболее употребительном и конструктивно разработанном случае — все они непрерывны.
- Теорема представлений Риса утверждает, что каждый непрерывный линейный функционал в гильбертовом пространстве может быть представлен в виде аналогичном {\displaystyle (*)} через скалярное произведение с некоторым элементом этого пространства.
- Используя обобщённые функции, в частности дельта-функцию Дирака и её производные, можно многие линейные функционалы, в частности из приведённых в качестве примеров выше, представить в виде интегральных функционалов, например:

{\displaystyle \Phi (f)=f(1)-f(0)=\int _{-\infty }^{+\infty }\delta (x-1)f(x)dx-\int _{-\infty }^{+\infty }\delta (x-0)f(x)dx=\int _{-\infty }^{+\infty }(\delta (x-1)-\delta (x))f(x)dx}.
В обычном абстрактном определении обобщённой функции она и определяется просто как непрерывный линейный функционал (в традиционном понимании и записи функционал порождается подразумеваемым интегрированием с обобщённой функцией).